# Culinária da Malásia

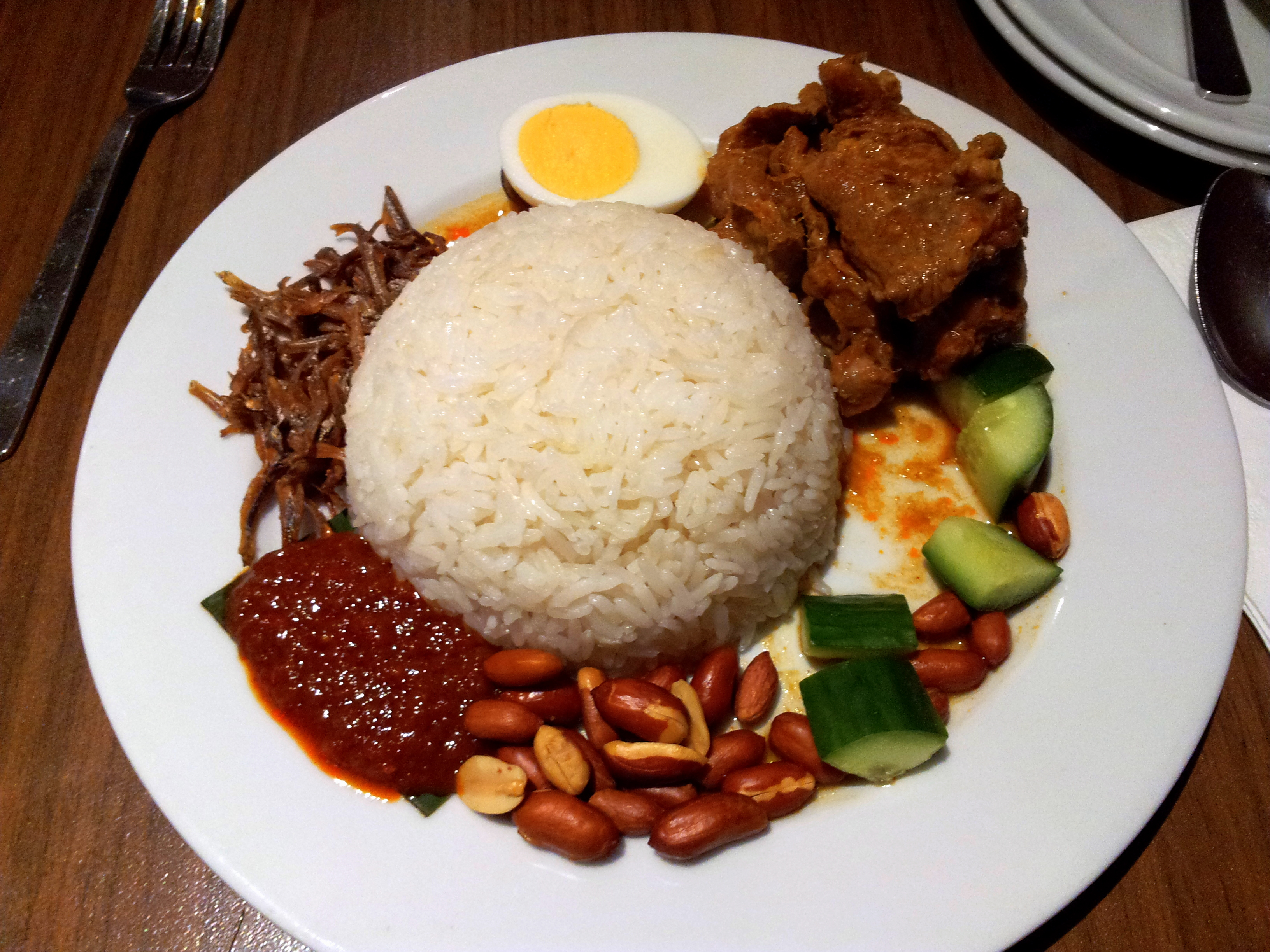
Nasi lemak servido com anchovas, amendoim, ovo, curry de cordeiro, legumes e sambal

A culinária da Malásia é influenciada por vários culturas de todo o mundo. A população da Malásia é composta de três etnias principais, malaios, chineses e indianos, com uma série de outros grupos étnicos. Como resultado das migrações históricas e da vantagem geográfica, o estilo de culinária da Malásia é uma mistura das culinárias malaia, chinesa, indiana, tailandesa e árabe, para citar apenas algumas.
Um prato popular baseado em arroz na Malásia é nasi lemak, consistindo de arroz cozido com leite de coco, e servido com anchovas fritas, amendoim, pepino fatiado, ovos cozidos e uma pasta de malagueta picante conhecida como sambal. Para uma refeição mais substancial, o nasi também pode ser servido com uma variedade de molhos, ou um guisado de carne picante chamado rendang. De origem malaia, o nasi lemak é muitas vezes chamado o prato nacional.
Nasi lemak não deve ser confundido com dagang nasi, que é vendido na costa leste da Malásia nos estados de (Terengganu e Kelantan), embora ambos possam ser encontrado lado a lado durante o café da manhã.

## Fotos

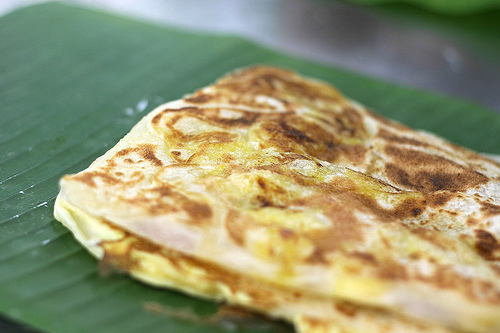
Roti canai (pão folha)
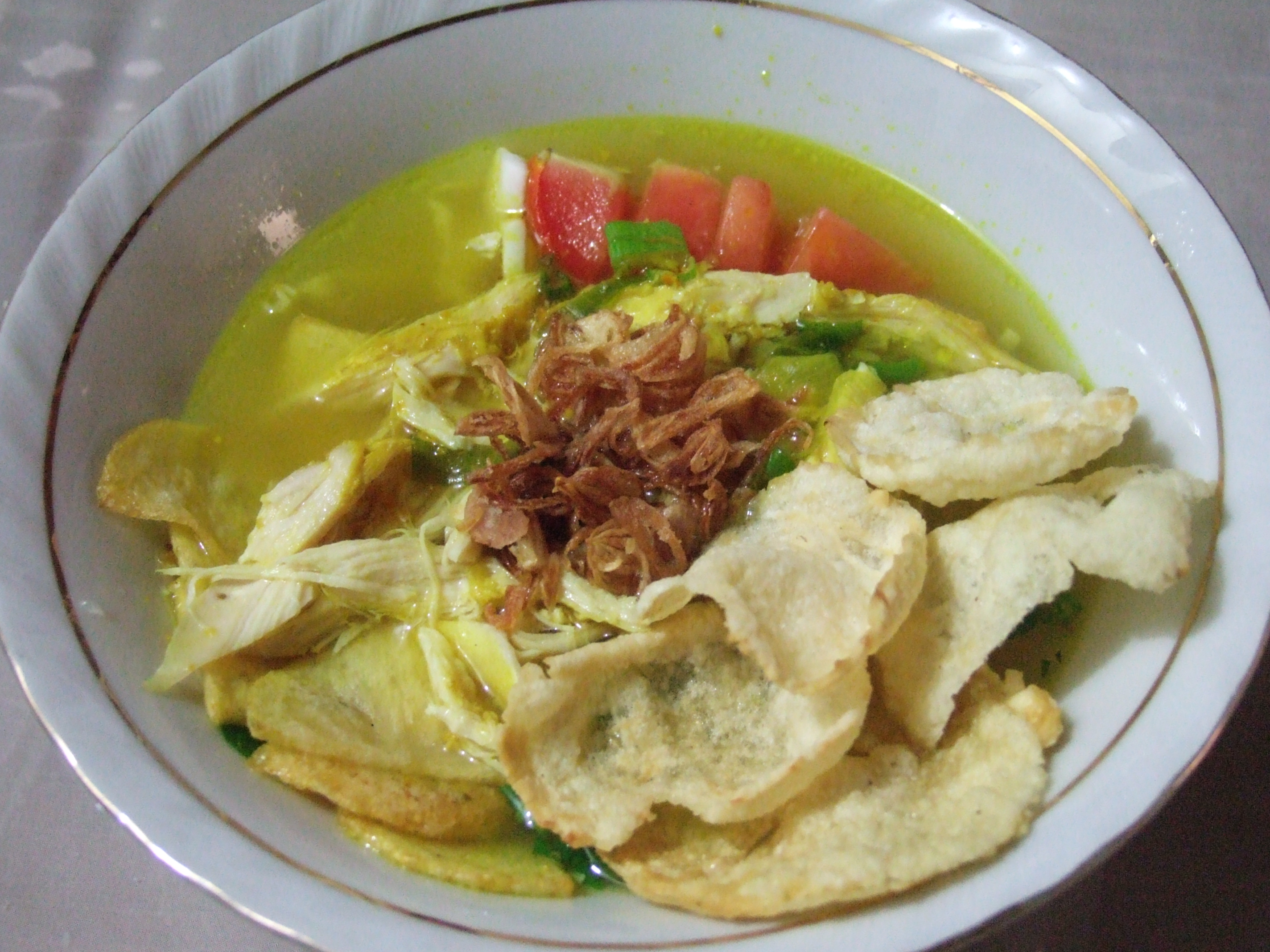
Soto ayam (sopa de galinha)
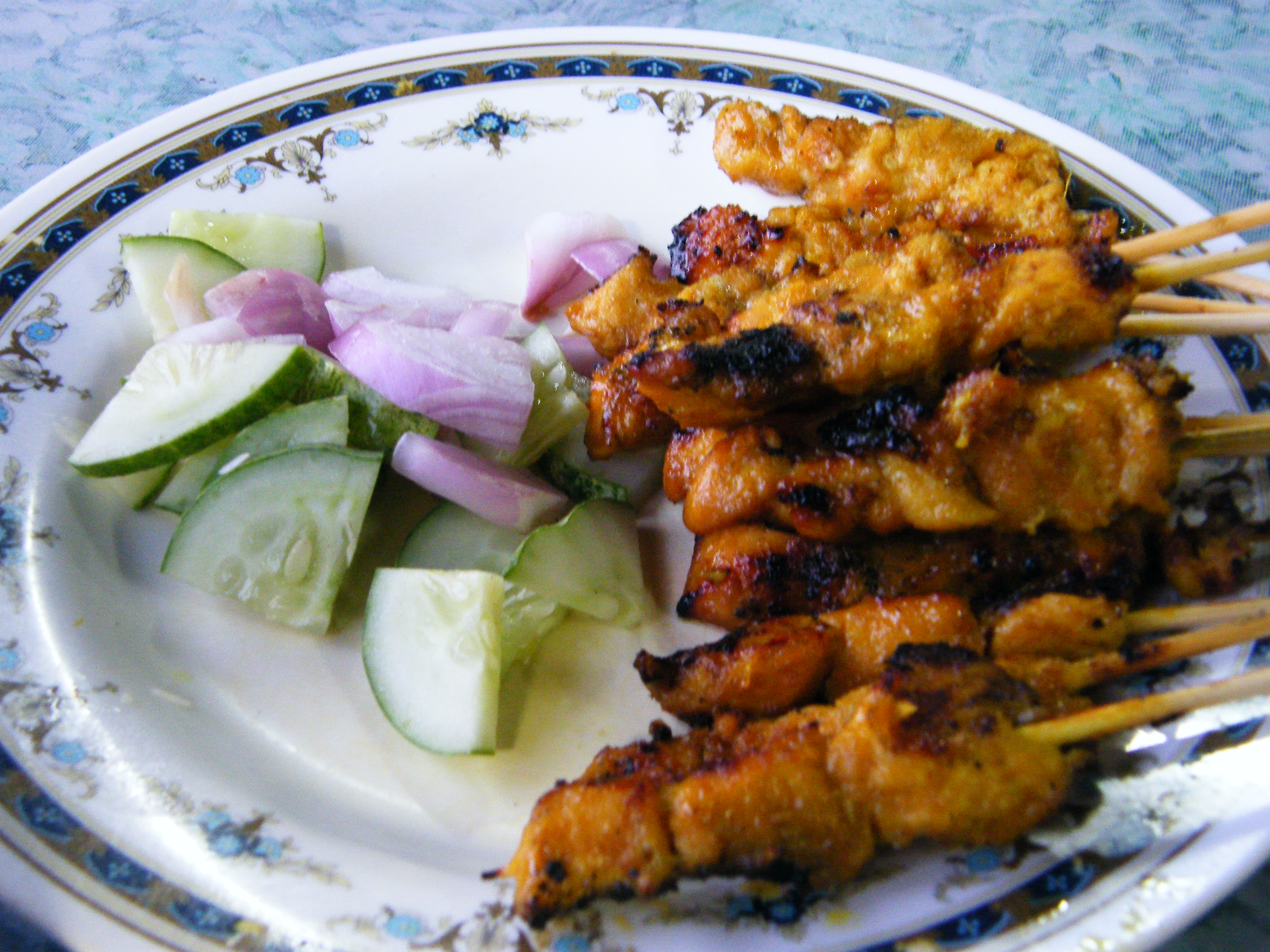
Sate (espetadas)
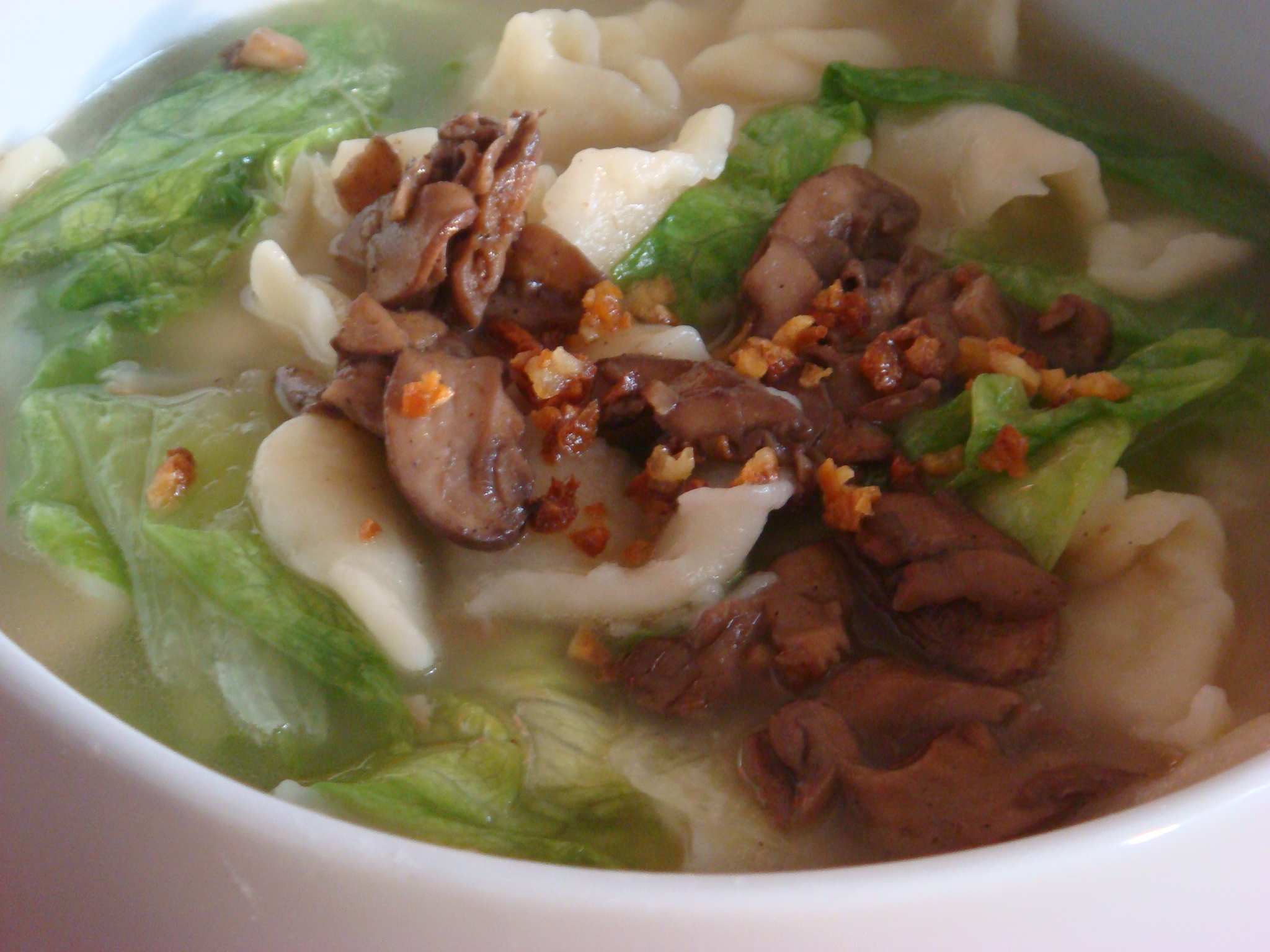
Pan mee (sopa de massa)